# Алеко Константиново
Алеко Константиново е село в Южна България. То се намира в община Пазарджик, област Пазарджик.

## География
Разположено е в западната част на Тракийската низина, на около 6 километра от град Пазарджик. В близост до него се намират селата Главиница и Мокрище.

## История
Днешното име на селото е дадено в памет на убития писател Алеко Константинов, който е убит на път за гр. Пещера. По време на османската власт то се е казвало Аджеларе. На лобното място на Алеко има издигнат паметник, а в близост има езеро.
При избухването на Балканската война в 1912 година един човек от селото е доброволец в Македоно-одринското опълчение.

## Обществени институции
Кметство, основно училище, църква.

### Създаване на килийно училище в с. Алеко Константиново, област Пазарджик
Началото на учебното дело в село Алеко Константиново е пряко свързано с вековното развитие на селището. Било 1875 година, в село Аджиларе (едно от старите имена на селото), близо до Татар Пазарджик се поставят основите на просветното дело. В малка стаичка при селската църква  се помещавало училището. То било с четири отделения.  В тази сграда се осъществявала учебната дейност на селото цели 52 години.

### Изграждане на модерно светско училище в селото
През 20-те години на XIX век възникнало и се развило мощно движение за национална просвета, което обхващало всички райони на страната. Това движение се ръководело от общините и от създаващите се училищни настоятелства. В изграждането на модерно светско училище се включила и емигрантската буржоазия, като особена активност проявили българските търговци от Одеса и Букурещ. В продължение на десетилетия те предоставяли значителни суми за строителството на училищни сгради, за закупуване на учебници и учебни помагала, за стипендии за чужбина на по-способните ученици.
През 1926 година се полага основният камък на днешната училищна сграда в село Алеко. Заслуга за това имат тогавашният кмет на селото Трендафил Генов и народният представител Георги Петраков. По това време главен учител е Георги Ангелов Иванов. Заедно с него работят още двама учители – Цветана Батаклиева и Петко Ламбрев Петков.
Само година по-късно, през септември 1927 година, учебните занятия започват в новопостроената сграда, в която своето образование получават и днес децата в селото. Главен учител тогава става Лука Луков. Броят на учителите се увеличава. От Пазарджик тук идват да сеят знание и учителките: Теофана Радева и Зора Петкова.
            От 24 май 1932 година училището започва да носи днешното си име – „Свети Климент Охридски“. За патронен празник е избрана датата 8 декември  поради делото на Свети Климент Охридски. До 1992 година празникът се чества на тази дата, но с новото летоброене от 1993 година започва да се чества на 25 ноември.
През вече споменатата 1932 година се открива първи прогимназиален клас, а през следващите две години – 1933 – 34 г., се открива и втори прогимназиален клас. Броят на учениците се увеличава все повече и повече. През 1937 година училище „Свети Климент Охридски“ в село Алеко Константиново е вече утвърдено основно училище с осем души учители. От 1945 година главният учител се нарича директор. Първи директор става Георги Стоименов, той ръководи училището до 1953 година.
От 1953 година до 1958 година директор става Мария Грозданова. Тогава е изградена пристройка към училището. В периода 1958 – 1969 година училището ръководят Стойчо Стамболийски (1958 – 1964 г.) и Страхил Николов – от 1964 до 1969 година. По тяхно време се извършва голям ремонт на сградата и двора, а училището е наградено с грамоти. Броят на учениците се увеличава още.
Училището също се развива. През учебната 1969/1970 година започва строежът на столовата към училището. По това време директор е Йордан Костадинов. През седемдесетте години училището не престава да се развива. Реформирана е училищната ограда, направена е и оградата на парка. В тези години училището е известно с множеството си инициативи и изяви. Ежедневно се отбелязва денят на чистотата и здравето. Учениците членуват в кръжока „Млад радист“ 
Подписан е договор за съвместна дейност с кооперативното стопанство. Училището стопанисва опитно поле. Учители и ученици заедно обработват своето стопанство. Всяка година добиват богат урожай. Средствата получени от продажбата на продукцията постъпват в касата на училището.
След толкова години неуморен труд не закъсняват и наградите. През 1975 година, когато училището чества своята 100-годишнина, е наградено с почетния орден „Кирил и Методий“ I степен. През 80- те години директори са: Васил Попов – от 1983 г. до 1988 г.  и Иван Симеонов от 1988 до 1992 г. Учителският колектив се състои от 39 души, като 4 са в махала  Стари извор. Провеждат се занятия на политическа учебна година. Приемат ученици в чета „Чавдарче“ и ДПО „Септемврийче“. Провеждат се ленински съботници, фолклорни фестивали, прегледи на маршовата песен и строева подготовка. От 12 май 1987 година училището има свое знаме. И тогава учители, ученици и помощен персонал  продължават да работят за възхода на училището… През тези години в училището голямо развитие има спортната дейност.
Неведнъж спортният отбор се класира на първо място в провежданите състезания.
В периода от 1993 до 1998 година училището ръководят Христина Гатева и Запрян Попов. След тях, директор на училището е госпожа Дида Стамболийска, тя го ръководи от 1998 година. Днес директор на училището е госпожа А. Лазарова

### Училищната дейност в наши дни
През 2005 година е направен основен ремонт на училището. През същата 2005 година тържествено е открит и осветен училищният компютърен кабинет, където учениците откриват тайните на съвременните информационни технологии. Тогава училището отпразнува и своята 130-а годишнина. През 2014 г. в ОУ „Свети Климент Охридски“ има около 300 ученика.

## Други
- Близо до селото се намира електроцентралата ВЕЦ Алеко.